# Nordungarn

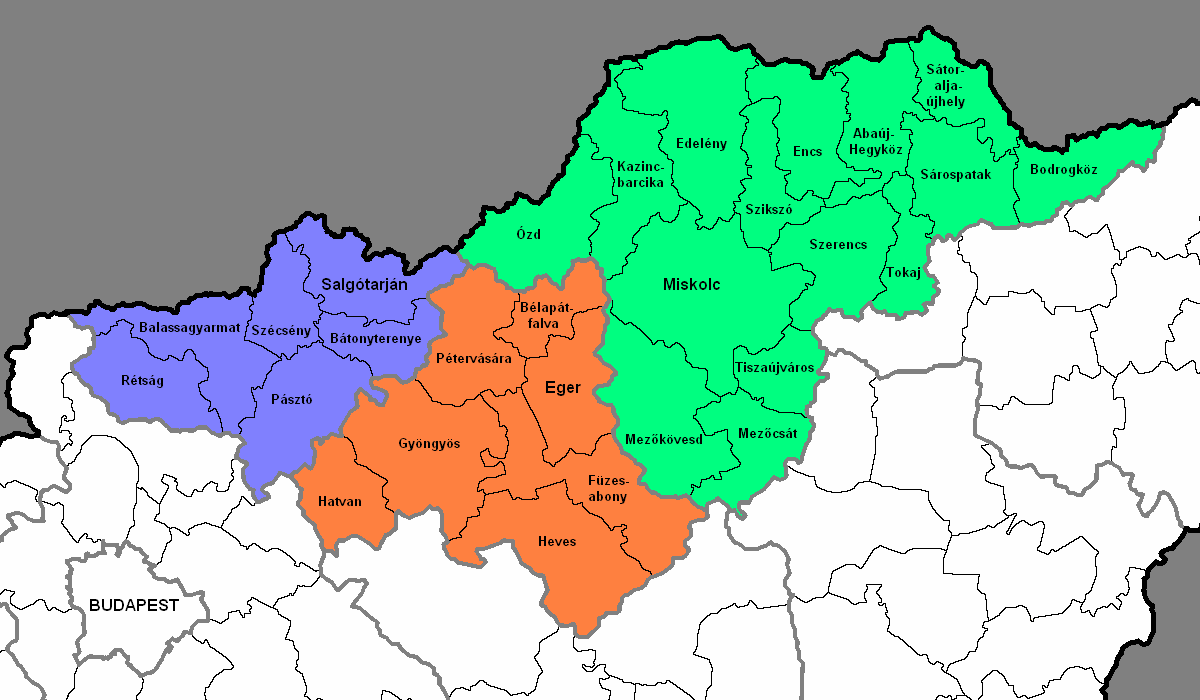
Nordungarn mit seinen Komitaten und Gemeinden

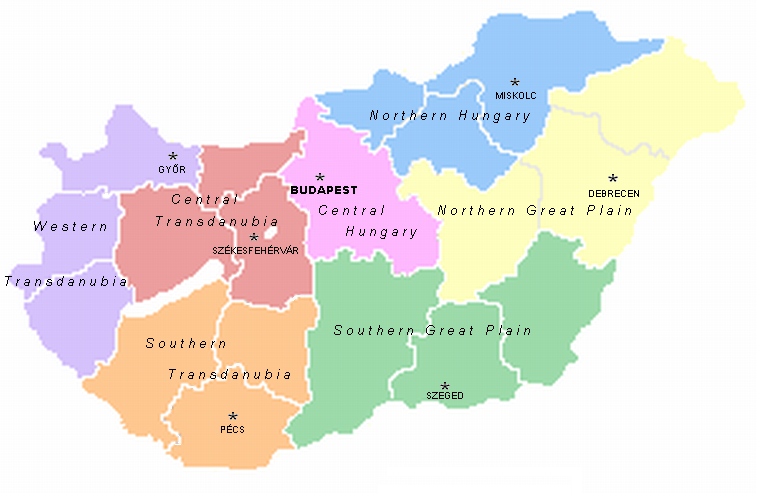
Die Lage von Nordungarn in Ungarn

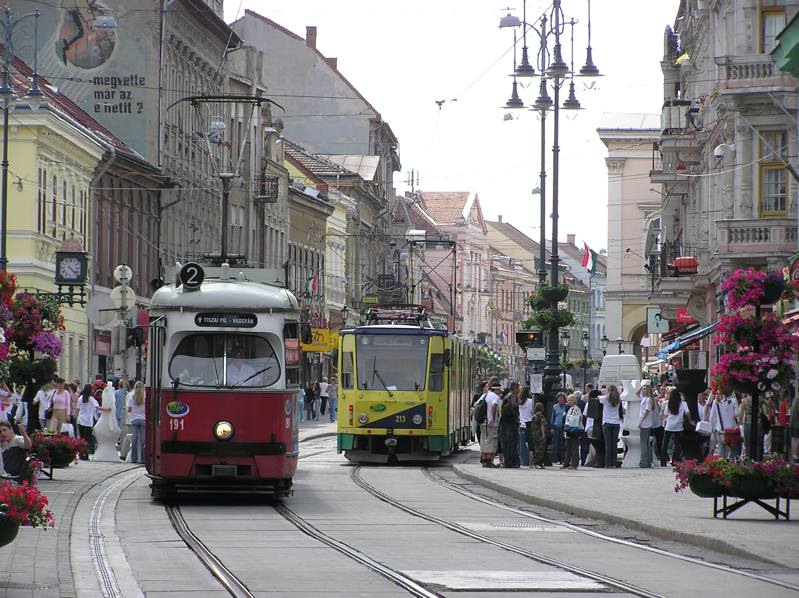
Die Innenstadt von Miskolc, der größten Stadt Nordungarns

Nordungarn (ungarisch Észak-Magyarország) ist eine der sieben Regionen der Republik Ungarn. Sie ist auf NUTS-2-Basis (Code: HU31). In Nordungarn befinden sich das Komitat Nógrád, das Komitat Heves und das Komitat Borsod-Abaúj-Zemplén.

## Geographie
Nordungarn wird von mehreren Gebirgsketten mit Höhen bis 900 m durchzogen. Sie erstrecken sich hauptsächlich über das Gebiet
zwischen den Flussläufen der Donau und der Theiß.
Mit dem 1014 m hohen Kékes findet man im Mátra-Gebirge den höchsten Berg des Landes.

## Nationalparks
Der Nationalpark Aggtelek wurde im Jahre 1985 zum Schutz der unter- und oberirdischen Welt des ehemaligen Karstes von Gömör-Tornai errichtet. 1995 wurde die Region, zusammen mit dem benachbarten slowakischen Karst, in die Liste des Weltkultur- und Naturerbes der UNESCO aufgenommen. Diese Höhlenwelt gehört zum größten Tropfsteinhöhlensystem Europas. Ihre bedeutendste Höhle ist die Baradla-Höhle, die zusammen mit dem Domica-Zweig (in der Slowakei) 25 km lang ist. Auf der ungarischen Seite befindet sich ein Stollensystem von 17 km Länge, somit ist diese Höhle die größte in Ungarn.

## Geschichte und Denkmäler

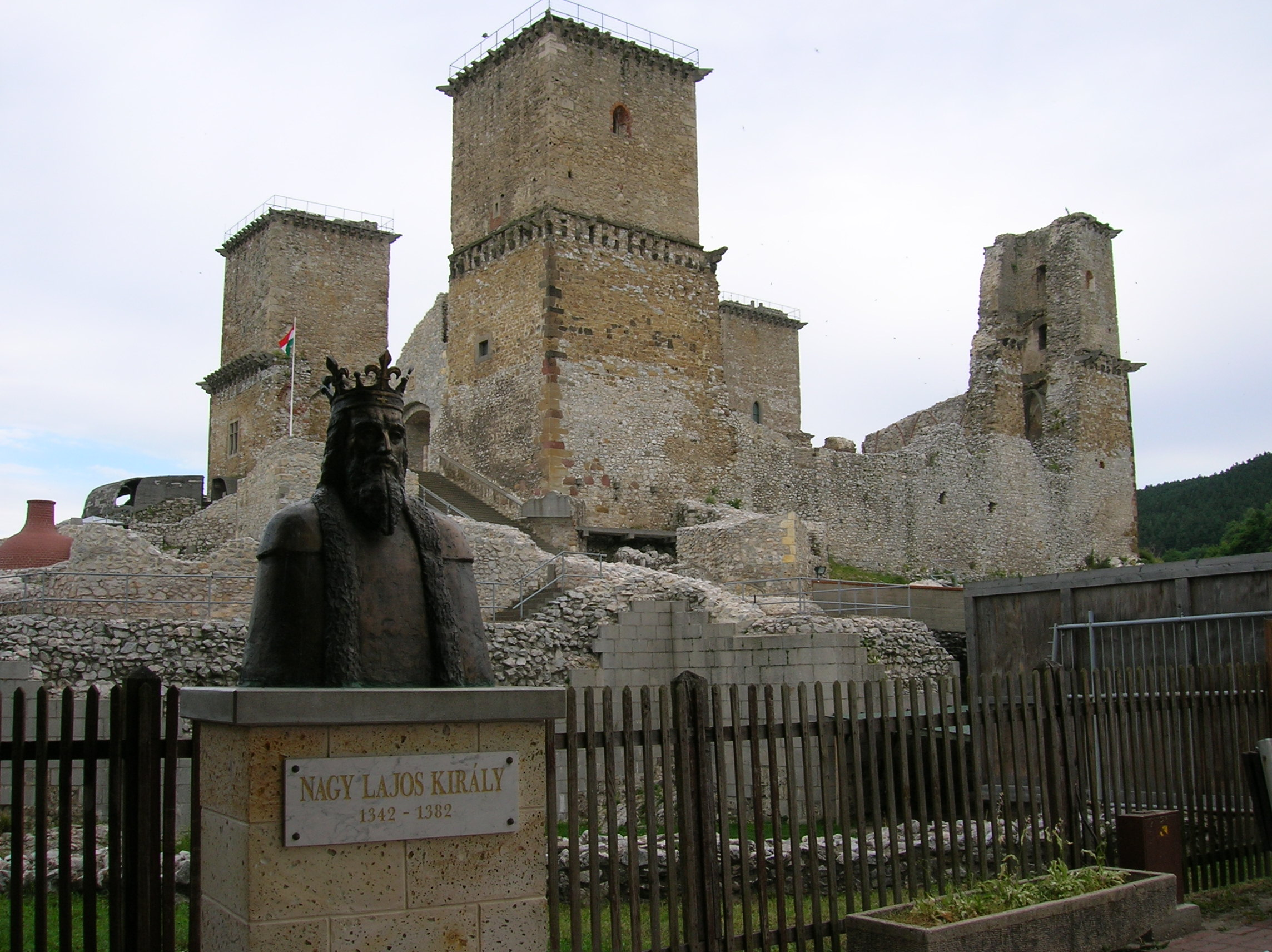
Die Burg von König Luis in Miskolc

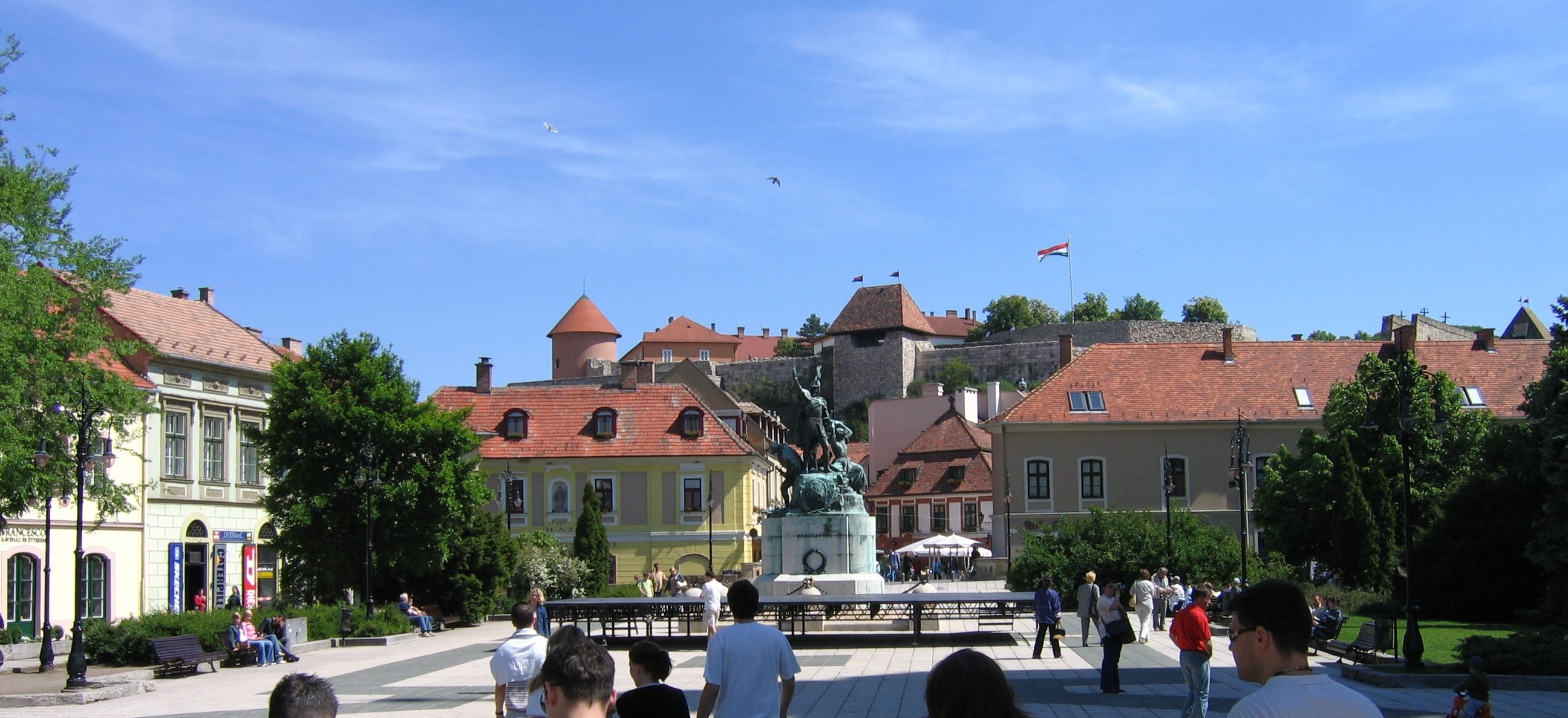
Der Dobo Park in der Stadt Eger

Die vielen Denkmäler zeigen, dass diese Gegend in der Geschichte des Landes eine große Rolle gespielt hat. Bei Muhi hat König Béla IV. von den Türken eine Niederlage erlitten, István Dobó hat aus der Burg von Eger die Türken ausgetrieben und István Bocskai wurde in Szerencs zum Fürst gewählt. Zemplén war ein Besitz von Rákóczis: In dem „SubRosa“-Raum in der Burg von Sárospatak, der Burg in Ónod und dem Rákóczi-Haus in Miskolc wurden Parlamentssitzungen veranstaltet.

## Weinanbau
Bedeutend ist die Region auch für den Weinanbau. Die Stadt Tokaj dürfte für ihre Weine weltberühmt sein. Der „Wein der Könige“, wie der Tokajer Aszu auch genannt wird, stammt aus diesem Weinbaugebiet. Aus der schönen Gegend um Eger (Erlau) stammt dagegen ein anderer bekannter Wein, das „Erlauer Stierblut“.

## Wichtige Städte
Der Hauptort Nordungarns ist Miskolc, die viertgrößte Stadt des Landes. Neben dem sehenswerten Stadtkern und interessanten Freizeitmöglichkeiten, befindet sich im zugehörigen Miskolc-Tapolca ein- in Europa einmaliges- großes Thermal- und Höhlenbad im Stadtbereich, das viele Kurgäste anzieht.